# Kergulena
Kergulena, bielanka kerguleńska (Champsocephalus gunnari) – gatunek ryby okoniokształtnej z rodziny bielankowatych występująca w okolicach Antarktydy.

## Występowanie
Występuje w południowym Atlantyku i południowym Pacyfiku – w wodach subantarktycznych. Żyje na głębokości do 700 m, w pobliżu dna.

## Budowa
Ciało wydłużone z dużą głową (podobną do głowy szczupaka). Ubarwienie jasne z kilkoma poprzecznymi ciemnymi pręgami na bokach.
Średnie wymiary
- długość ciała – przeciętnie 25–40 cm[2], maksymalnie do 60 cm
- masa ciała – przeciętnie 0,2–0,4 kg[2], wyjątkowo do 2 kg

Jest określana jako ryba białokrwista.

## Biologia i ekologia
Żywi się zooplanktonem (a także krylem). Pływa i żeruje w ławicach. 

## Znaczenie gospodarcze
Ryba poławiana, ceniona z powodu smacznego białego mięsa, bez ości. Sprzedawana świeża i w przetworach. Wcześniej masowo poławiana, obecnie zredukowano ilości połowowe. Główny kraj poławiający to Chile, sprzedający w Europie – Hiszpania. Do Polski trafia jako ryba cała w mrożonych blokach, następnie jest patroszona i odgławiana. W ostatnich latach bardzo wzrosły ceny z powodu niskiej podaży.

## Nazwa
Ryba została nazwana od nazwiska Yvesa Josepha de Kerguelen-Trémareca, francuskiego żeglarza z XVIII w., odkrywcy archipelagu Wysp Kerguelena, w pobliżu którego została złowiona.